# Magda Kopřivová
Magdalena Malá-Steklá-Kopřivová v Knize narozených Marie Julie (5. května 1896 Pelhřimov – 22. srpna 1992 Praha) byla česká herečka.

## Životopis
Některé zdroje uvádějí chybný rok narození. Narodila se v rodině Františka Kopřivy (4. 10. 1860) obchodníka v Pelhřimově a Julie Kopřivové-Králové (20. 5. 1870) z Vyšehradu, oddáni byli 2. 5. 1891. Jméno Marie si nechala v Knize narozených změnit 5. 5. 1956 na Magdalena. První manžel byl Karel Steklý filmový režisér, druhý manžel byl Pavel František Malý (1900–1980), akademický malíř.
Soukromě studovala tanec u Ervíny Kupferové, Štěpánky Klimešové a Anny Gromwellové a herectví u režiséra Jana Bora. Prošla postupně Švandovým divadlem (1920–1921), Divadlem na Vinohradech (1921–1945), Divadlem D 46 E. F. Buriana (1945–1948), Divadlem státního filmu (1948–1950). Nakonec skončila v Městských divadlech pražských (1950–1959).
Už od r. 1927 spolupracovala s rozhlasem a ojediněle od 50. let i s televizí. V Praze XII bydlela na adrese Fochova 68.

## Dílo

### Divadelní role (výběr)
- Vlci a ovce: Antusa Tichonovna – A. N. Ostrovský; režie Karel Jernek
- Strýčkův sen: Natalja Dmitrijevna – F. M. Dostojevský; Karel Svoboda
- Třetí přání: paní s kočárkem – Vratislav Blažek; Miroslav Macháček
- Monika: stará žena – Lajos Mesterházi; Ota Ornest
- Zlaté tele: žena s husou a členka společnosti – Ilja Ilf a Jevgenij Petrov; Miroslav Macháček
- Tři vlasy děda vševěda: rybářka – K. J. Erben; Jan Bor v úpravě Antonie Kučerové-Fischerové
- Princezna Pampeliška: princezna Pampeliška – Jaroslav Kvapil

### Role ve filmech
- Na sluneční straně: posluhovačka Anežka Kolbenová – 1933
- Zlatá Kateřina: trafikantka Marie Mašková – 1934
- Kariéra – 1948
- Krakatit: hospodyně u MUDr. Tomeše – 1948
- Past: Kafkova matka – 1950
- Temno: žena vinaře Novotného – 1950
- Přiznání – 1950
- Zocelení: stávkující žena – 1950
- Císařův pekař – Pekařův císař: žena před pekárnou – 1951
- Usměvavá zem: krmička vepřů Zelenková – 1952
- Únos: šatnářka v kavárně – 1952
- Nechte to na mně: uklízečka Sudová – 1955
- Daleko od stromu: Vašíkova babička – 1957
- Ročník 21: Lojzkova matka – 1957
- Chlap jak hora: korpulentní paní – 1960
- Život bez kytary: správcová – 1962
- Dvanáctého (studentský film): uklízečka – 1963